# Fürstenried West (métro de Munich)
Fürstenried West (en allemand : U-Bahnhof Fürstenried West) est une station de la ligne ligne U3 du métro de Munich. Elle est située dans le secteur de Thalkirchen-Obersendling-Forstenried-Fürstenried-Solln, à Munich en Allemagne.

## Situation sur le réseau

Plan du métro (2020).

Fürstenried West est le terminus au sud de la ligne 3.

## Histoire
Le 2 juin 1991, un jour seulement après l'ouverture du terminus, la ligne de tramway 16 (Harras–Neurieder Straße) est fermée. Les parois derrière de la voie sont constituées de pieux forés interrompus par des lattes jaunes verticales. Le plafond est constitué de réflecteurs arrondis auxquels est fixée une bande lumineuse. La plate-forme est conçue avec un motif triangulaire de galets de l'Isar.

## Services aux voyageurs

### Accès et accueil
La station se trouve à environ 10 mètres en dessous de la Neurieder Straße. Il y a un parking relais près de la gare.

### Desserte
Goetheplatz est desservie alternativement par les rames de la ligne U3.

### Intermodalité
Une gare routière est accessible à l'extrémité ouest. La station est en correspondance avec les lignes de bus 56, 134, 166, 260, 261, 267 et 936.